# Combiné nordique à l'Universiade d'hiver de 2015
Pour des articles plus généraux, voir Combiné nordique aux Universiades, Universiade d'hiver de 2015 et Combiné nordique en 2015.
Navigation
Trente - 2013 Almaty - 2017
Les épreuves de combiné nordique à l'Universiade d'hiver de 2015 se déroulent à Štrbské Pleso (Slovaquie) du 25 janvier 2015 au 1er février 2015.
Trois épreuves masculines figurent au programme de cette compétition, soit les mêmes que lors de la précédente édition des Universiades dans la Province autonome de Trente en Italie. Elles sont remportées par le Polonais Adam Cieślar et le relais allemand.
La Pologne est la nation la plus médaillée avec quatre médailles, deux en or et deux en bronze. David Welde a remporté trois médailles, une dans chaque épreuve.

## Organisation

### Sites

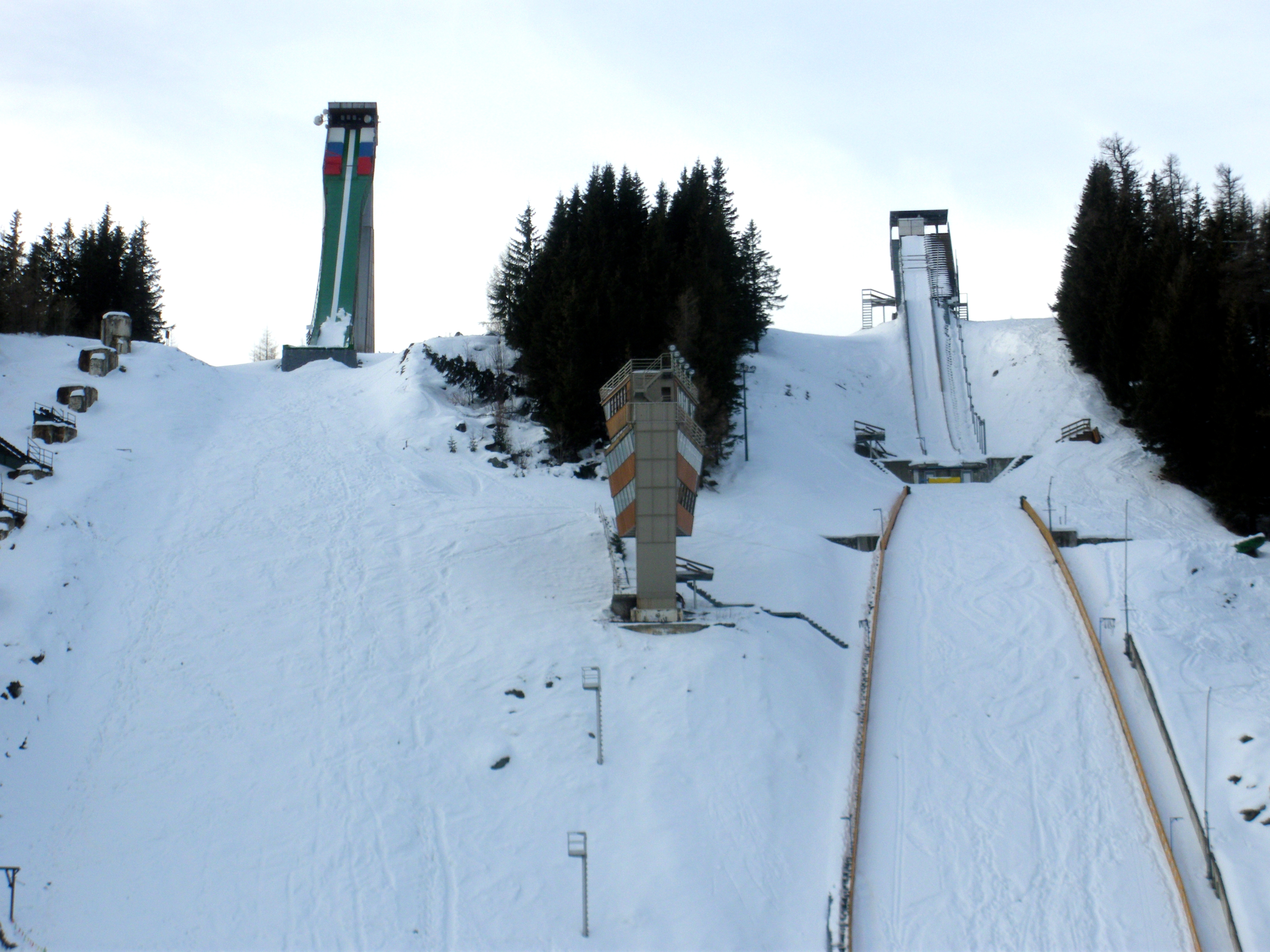
Les tremplins de Štrbské Pleso

Le saut à ski a lieu sur le HS 100 du MS 1970 (en). Construit en 1967, le tremplin a notamment été utilisé lors des coupes du monde de saut à ski et de combiné nordique et lors de l'Universiade d'hiver de 1999.
Les épreuves de ski de fond ont eu lieu à Štrbské Pleso. Le stade a une capacité de 300 places.
Štrbské Pleso est le seul lieu à avoir accueilli trois fois les championnats du monde junior de ski nordique.

### Calendrier
| Janvier - Février 2015 | Janvier - Février 2015 | 24 | 25 | 26 | 27 | 28 | 29 | 30 | 31 | 1 |
| ---------------------- | ---------------------- | -- | -- | -- | -- | -- | -- | -- | -- | - |
| Hommes                 | Tremplin normal        |    |    |    |    |    |    |    |    |   |
| Hommes                 | Mass start             |    |    |    |    |    |    |    |    |   |
| Hommes                 | Par équipes            |    |    |    |    |    |    |    |    |   |

|  | Entraînements officiels |  | Jour de l'épreuve |

### Format des épreuves

#### Individuel au tremplin normal
Les athlètes exécutent premièrement un saut sur le tremplin normal suivi d’une course de ski de fond de 10 km qui consiste à parcourir quatre boucles de 2,5 km. À la suite du saut, des points sont attribués pour la longueur et le style. Le départ de la course de ski de fond s'effectue selon la méthode Gundersen (1 point = 4 secondes), le coureur occupant la première place du classement de saut s’élance en premier, et les autres s’élancent ensuite dans l’ordre fixé. Le premier skieur à franchir la ligne d’arrivée remporte l’épreuve.

#### Départ en ligne
Les compétiteurs disputent une course de fond en partant tous en même temps. À l'issue de cette course, le vainqueur reçoit une note de 120 points, on enlève alors aux autres 15 points par minute perdue après le temps du vainqueur de la course de fond, vient ensuite une épreuve de saut à ski qui déterminera le classement final.

#### Par équipe
Habituellement constitué de quatre concurrents, le relais comprend ici trois athlètes qui effectuent individuellement un saut sur le tremplin (K 95). On additionne ensuite les résultats de chaque membre de l’équipe. L’équipe qui obtient le pointage total le plus élevé sera la première équipe à partir dans la partie du ski de fond qui consiste en un relais 3 × 5 km. Comme dans l'individuel, on détermine les temps de départ dans un ordre fixé selon le tableau de Gundersen. L’équipe dont le premier skieur franchit la ligne d’arrivée remporte l’épreuve.

## Athlètes

### Participants
Cette édition rassemble moins d'athlètes que les deux éditions précédentes.

## Récit des épreuves

### Podiums
| Épreuves                                        | Or                                                     | Or            | Argent                                                 | Argent        | Bronze                                              | Bronze        |
| ----------------------------------------------- | ------------------------------------------------------ | ------------- | ------------------------------------------------------ | ------------- | --------------------------------------------------- | ------------- |
| Tremplin normal - Gundersen résultats détaillés | Adam Cieślar                                           | 26 min 18 s 3 | David Welde                                            | 26 min 18 s 3 | Szczepan Kupczak                                    | 26 min 55 s 8 |
| Mass start résultats détaillés                  | Adam Cieślar                                           | 216,9 points  | David Welde                                            | 210,3 points  | Mateusz Wantulok                                    | 208,4 points  |
| Par équipe - Gundersen résultats détaillés      | Allemagne- Johannes Wasel - Tobias Simon - David Welde | 42 min 33 s 2 | Japon- Go Yamamoto - Aguri Shimizu - Takehiro Watanabe | 42 min 43 s 3 | Russie- Samir Mastiev - Niyaz Nabeev - Ernest Yahin | 43 min 1 s 0  |

## Résultats détaillés

### Tremplin normal / Gundersen
Le tableau ci-dessous montre les résultats de la compétition avec le nom des participants, leur pays, leur classement, les temps dans l'épreuve de fond, la longueur de leur saut et les points qu'ils ont remporté dans les deux épreuves,. (w) signifie que le coureur est partie dans la vague.
| Position | Athlète             | Nation             | Distance (m) | Points | Retard au départ | Temps du ski de fond | Écart             |
| -------- | ------------------- | ------------------ | ------------ | ------ | ---------------- | -------------------- | ----------------- |
| 1.       | Adam Cieślar        | Pologne            | 95,0         | 122,0  | +0 min 32 s      | 25 min 46 s 3        | 26 min 18 s 3     |
| 2.       | David Welde         | Allemagne          | 89,0         | 107,5  | +1 min 30 s      | 24 min 48 s 3        | +0 s 0            |
| 3.       | Szczepan Kupczak    | Pologne            | 95,0         | 119,5  | +0 min 42 s      | 26 min 13 s 8        | +37 s 5           |
| 4.       | Viktor Pasichnyk    | Ukraine            | 94,0         | 117,9  | +0 min 48 s      | 26 min 12 s 4        | +42 s 1           |
| 5.       | Mateusz Wantulok    | Pologne            | 98,0         | 127,1  | +0 min 12 s      | 27 min 5 s 0         | +58 s 7           |
| 6.       | Mikke Leinonen      | Finlande           | 89,5         | 110,4  | +1 min 18 s      | 26 min 1 s 9         | +1 min 1 s 6      |
| 7.       | Go Yamamoto         | Japon              | 92,5         | 116,9  | +0 min 52 s      | 26 min 30 s 1        | +1 min 3 s 8      |
| 8.       | Samir Mastiev (no)  | Russie             | 86,0         | 99,8   | +2 min 1 s       | 25 min 38 s 4        | +1 min 21 s 1     |
| 9.       | Tobias Simon        | Allemagne          | 99,0         | 130,0  | 0 min 0 s        | 27 min 46 s 9        | +1 min 28 s 6     |
| 10.      | Johannes Wasel      | Allemagne          | 88,0         | 105,8  | +1 min 37 s      | 26 min 26 s 2        | +1 min 44 s 9     |
| 11.      | Eetu Vähäsöyrinki   | Finlande           | 90,0         | 110,2  | +1 min 19 s      | 26 min 44 s 8        | +1 min 45 s 5     |
| 12.      | Viacheslav Barkov   | Russie             | 84,5         | 96,8   | +2 min 13 s      | 26 min 25 s 3        | +2 min 20 s 0     |
| 13.      | Park Je-un          | Corée du Sud       | 90,0         | 108,5  | +1 min 26 s      | 27 min 44 s 9        | +2 min 52 s 6     |
| 14.      | Niyaz Nabeev        | Russie             | 92,5         | 115,1  | +1 min 0 s       | 28 min 18 s 5        | +3 min 0 s 2      |
| 15.      | Martin Zeman        | République tchèque | 83,5         | 93,4   | +2 min 26 s      | 26 min 53 s 6        | +3 min 1 s 3      |
| 16.      | Wojciech Marusarz   | Pologne            | 83,5         | 91,3   | +2 min 35 s      | 27 min 6 s 2         | +3 min 22 s 9     |
| 17.      | Alexey Seregin      | Russie             | 79,5         | 86,1   | +2 min 56 s      | 26 min 56 s 2        | +3 min 33 s 9 (w) |
| 18.      | Nikita Oks          | Russie             | 87,0         | 100,3  | +1 min 59 s      | 28 min 8 s 3         | +3 min 49 s 0     |
| 19.      | Ruslan Balanda (en) | Ukraine            | 80,0         | 86,0   | +2 min 56 s      | 27 min 24 s 8        | +4 min 2 s 5 (w)  |
| 20.      | Dmitriy Zharkov     | Russie             | 86,5         | 101,0  | +1 min 56 s      | 28 min 52 s 9        | +4 min 30 s 6     |
| 21.      | Oleh Vilivchuk      | Ukraine            | 82,0         | 85,2   | +2 min 59 s      | 29 min 35 s 2        | +6 min 15 s 9 (w) |
| 22.      | Raiko Heide         | Estonie            | 77,5         | 80,0   | +3 min 20 s      | 32 min 54 s 6        | +9 min 56 s 3 (w) |
| -        | Paweł Słowiok       | Pologne            | 92,0         | 112,1  | +1 min 12 s      | DNF                  | DNF               |
| -        | Petr Kutal          | Tchéquie           | 91,0         | 112,7  | +1 min 9 s       | DNF                  | DNF               |

### Mass start
Le tableau ci-dessous montre les résultats de la compétition avec le nom des participants, leur pays, leur classement, les temps dans l'épreuve de fond, la longueur de leurs sauts et les points qu'ils ont remporté dans les deux épreuves,.
| Position | Athlète             | Nation             | Temps         | Points ski de fond | Sauts (en m) | Points saut à ski | Total        |
| -------- | ------------------- | ------------------ | ------------- | ------------------ | ------------ | ----------------- | ------------ |
| 1.       | Adam Cieślar        | Pologne            | 27 min 59 s 8 | 110,2              | 89,5 88,5    | 106,7             | 216,9 points |
| 2.       | David Welde         | Allemagne          | 27 min 20 s 6 | 120                | 77,0 87,0    | 90,3              | 210,3 points |
| 3.       | Mateusz Wantulok    | Pologne            | 29 min 37 s 4 | 85,7               | 91,0 94,0    | 122,7             | 208,4 points |
| 4.       | Go Yamamoto         | Japon              | 28 min 31 s 2 | 102,2              | 86,0 90,0    | 104,9             | 207,1 points |
| 5.       | Takehiro Watanabe   | Japon              | 28 min 25 s 0 | 104,0              | 87,0 89,0    | 102,7             | 206,7 points |
| 6.       | Ernest Yahin        | Russie             | 28 min 57 s 0 | 96,0               | 87,5 84,0    | 102,8             | 198,8 points |
| 7.       | Mikke Leinonen      | Finlande           | 28 min 32 s 6 | 102,0              | 82,0 87,0    | 94,0              | 196,0 points |
| 8.       | Paweł Słowiok       | Pologne            | 28 min 29 s 0 | 103,0              | 84,0 83,5    | 88,0              | 191,0 points |
| 9.       | Viktor Pasichnyk    | Ukraine            | 28 min 49 s 2 | 97,7               | 79,5 85,0    | 93,1              | 190,8 points |
| 10.      | Aguri Shimizu       | Japon              | 29 min 4 s 5  | 94,0               | 83,0 85,5    | 94,8              | 188,8 points |
| 11.      | Niyaz Nabeev        | Russie             | 30 min 24 s 1 | 74,0               | 89,0 91,5    | 114,5             | 188,5 points |
| 12.      | Petr Kutal          | Tchéquie           | 29 min 28 s 0 | 88,2               | 85,0 86,0    | 96,9              | 185,1 points |
| 13.      | Johannes Wasel      | Allemagne          | 28 min 55 s 7 | 96,2               | 82,0 83,0    | 87,2              | 183,4 points |
| 14.      | Go Sonehara         | Japon              | 30 min 5 s 3  | 78,7               | 85,5 87,5    | 100,9             | 179,6 points |
| 15.      | Samir Mastiev (no)  | Russie             | 28 min 21 s 3 | 104,7              | 79,5 77,5    | 72,8              | 177,5 points |
| 16.      | Evgeniy Klimov      | Russie             | 33 min 27 s 1 | 28,2               | 99,5 98,0    | 147,6             | 175,8 points |
| 17.      | Viacheslav Barkov   | Russie             | 28 min 44 s 6 | 99,0               | 79,0 80,0    | 75,5              | 174,5 points |
| 18.      | Eetu Vähäsöyrinki   | Finlande           | 30 min 13 s 8 | 76,7               | 82,0 83,5    | 87,5              | 164,2 points |
| 19.      | Ruslan Balanda (en) | Ukraine            | 29 min 8 s 1  | 93,0               | 74,0 78,0    | 62,7              | 155,7 points |
| 20.      | Park Je-un          | Corée du Sud       | 30 min 21 s 5 | 74,7               | 77,0 82,0    | 69,1              | 143,8 points |
| 21.      | Alexey Seregin      | Russie             | 28 min 54 s 7 | 96,5               | 70,5 74,5    | 45,8              | 142,3 points |
| 22.      | Martin Zeman        | République tchèque | 30 min 14 s 4 | 76,5               | 72,5 73,0    | 55,2              | 131,7 points |
| 23.      | Wojciech Marusarz   | Pologne            | 29 min 57 s 7 | 85,7               | 70,0 76,5    | 50,4              | 131,1 points |
| 24.      | Oleh Vilivchuk      | Ukraine            | 32 min 31 s 8 | 42,2               | 69,0 68,5    | 36,1              | 78,3 points  |
| 25.      | Raiko Heide         | Estonie            | 36 min 25 s 3 | - 16,3             | 71,0 70,0    | 44,6              | 28,3 points  |
| -        | Szczepan Kupczak    | Pologne            | DNF           | DNF                | DNF          | DNF               | DNF          |
| -        | Tobias Simon        | Allemagne          | DNF           | DNF                | DNF          | DNF               | DNF          |

### Par équipes
Le tableau ci-dessous montre les résultats de la compétition avec le nom des participants, leur pays, leur classement, la longueur de leurs sauts et les points qu'ils ont remporté dans les deux épreuves,. (w) signifie que l'équipe est partie dans la vague.
| Rang | Dossard | Pays                                                            | Longueur (m)          | Points                  | Différence de temps | Temps         | Rang du ski de fond | Classement final  |
| ---- | ------- | --------------------------------------------------------------- | --------------------- | ----------------------- | ------------------- | ------------- | ------------------- | ----------------- |
| 1    | 3       | Allemagne Johannes Wasel Tobias Simon David Welde               | 89,0 96,0 83,0        | 330,4 106,6 124,1 95,5  | +0 min 14 s         | 42 min 19 s 2 | 2                   | 42 min 33 s 2     |
| 2    | 2       | Japon Go Yamamoto Aguri Shimizu Takehiro Watanabe               | 90,0 91,0 89,5        | 326,2 108,9 113,9 107,6 | +0 min 9 s          | 42 min 34 s 3 | 3                   | +10 s 1           |
| 3    | 4       | Russie Samir Mastiev (no) Niyaz Nabeev Ernest Yahin             | 82,0 88,5 90,5        | 303,3 90,5 105,2 107,6  | +0 min 45 s         | 42 min 16 s 0 | 1                   | +27 s 8           |
| 4    | 1       | Pologne Mateusz Wantulok Szczepan Kupczak Adam Cieślar          | 94,5 87,0 91,0        | 337,0 117,8 108,9 110,3 | 0 min 0 s           | 43 min 47 s 5 | 5                   | +1 min 14 s 3     |
| 5    | 6       | Ukraine Oleh Vilivchuk Viktor Pasichnyk Ruslan Balanda (en)     | 76,5 87,0 83,0        | 267,8 76,6 101,3 89,9   | +1 min 32 s         | 44 min 56 s 4 | 6                   | +3 min 55 s 2 (w) |
| 6    | 7       | Équipe mixte Alexey Seregin Viacheslav Barkov Wojciech Marusarz | 79,0 82,5 Disqualifié | 174,3 82,5 91,8 0,0     | +3 min 37 s         | 43 min 9 s 3  | 4                   | +4 min 13 s 1 (w) |
| 7    | 5       | Tchéquie Petr Kutal Martin Zeman Vit Hacek                      | 87,0 80,5 87,0        | 296,5 102,7 91,4 102,4  | +0 min 54 s         | DNF           | DNF                 | DNF               |

## Tableau des médailles
| Rang  | Nation    | Or | Argent | Bronze | Total |
| ----- | --------- | -- | ------ | ------ | ----- |
| 1     | Pologne   | 2  | 0      | 2      | 4     |
| 2     | Allemagne | 1  | 2      | 0      | 3     |
| 3     | Japon     | 0  | 1      | 0      | 1     |
| 4     | Russie    | 0  | 0      | 1      | 1     |
| Total | Total     | 3  | 3      | 3      | 9     |